# 警司
警司是英聯邦或其他國家地區的警銜。日本警銜中的警視及韓國警銜中的警正亦英譯為「Superintendent」。

## 香港

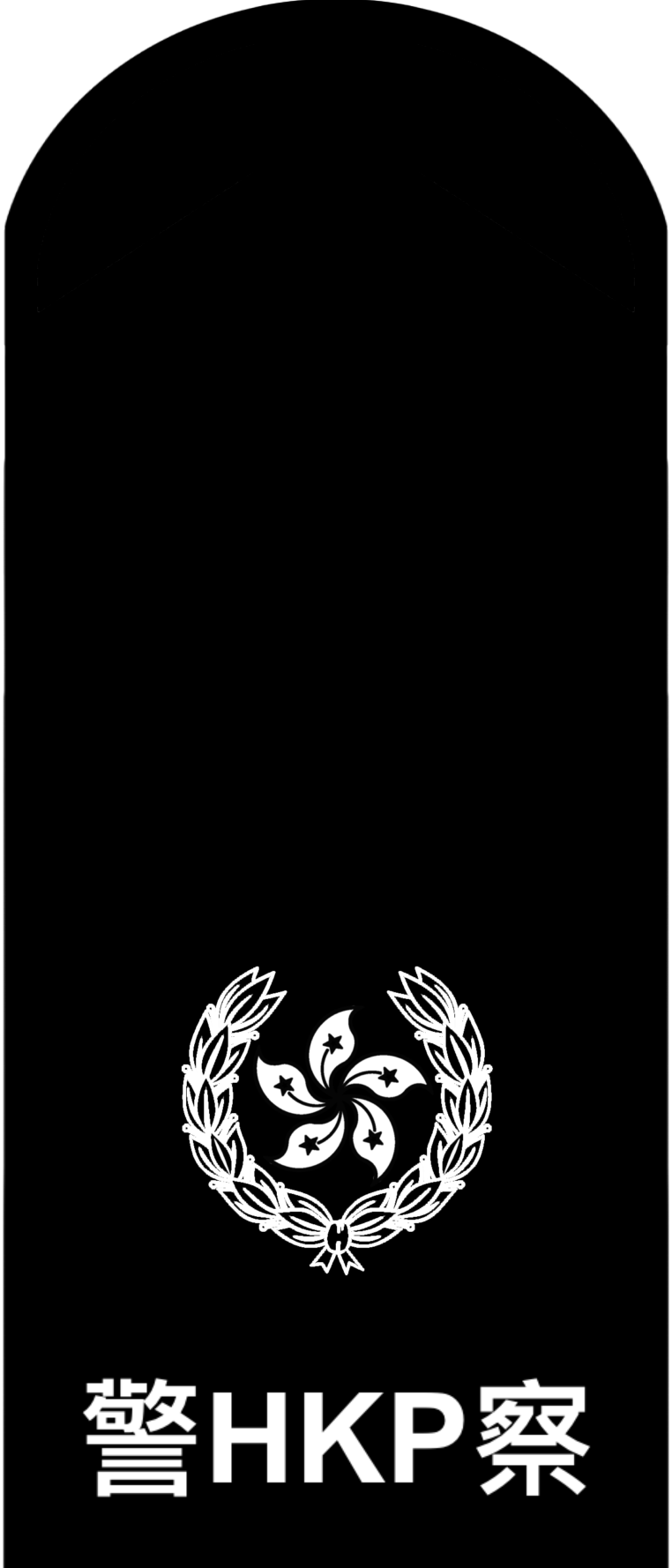
香港警務處警司肩章

香港警務處的警司（英文：Superintendent of Police，縮寫：SP）是香港警察職級最低級的憲委級職級，為高級警官的級別；位於總督察之上、高級警司之下，由警務處處長委任。昔日，警司負責擔任分區指揮官（英文：Divisional Commander of Police，縮寫：DVC），故有俗稱為「老巡」，即巡務官之意。現時則負責擔任總部單位主管或分區指揮官。截至2023年年底，共有164名警司。根據紀律人員薪俸及服務條件常務委員會於2009年年中所公布的報告，警司的平均的在任期為三年半個月。

### 徽章衣飾
警司的襯衣為白色，繡上警官領章， 肩章以英国陆军少校军衔标志为蓝本，上有一枚區花軍星及嘉禾。基於其肩章形似風車，故警司有時會被俗稱爲「風車」。警帽上有銀色幼條邊飾。

### 著名警司
首位華人警司為方奕輝，於1957年12月1日獲委任，並在1968年4月成爲首位華人總警司。首位女性警司為羅慧儂（Marjorie Elsie Lovell），於1963年12月8日獲委任，並在1971年6月成爲首位女性高級警司。首位女性華人警司為呂芷英，於1971年獲委任為警司。
- 洋人白琪, 負責領導林過雲案調查工作的警司
- 華人陳昕，處理2020年2月20日大圍站至九龍塘炸彈案指揮官。
- 洋人韓德
- 華人呂芷英，首位女性華人警司，1959年加入警隊為見習副督察，於1967年擢升為高級督察，於1971年獲委任為警司，至1980年退休，於2024年5月3日在伊利沙伯醫院病逝。
- 龍少泉，干犯罪行，入獄
- 吳偉龍，干犯罪行，入獄
- 朱經緯，干犯罪行，入獄
- 黃冠豪，干犯罪行，入獄
- 劉志堂，2017年退休。效力警隊35年，曾負責保護要人組，回歸1997年-2017年期間、主要保護董建華特首、曾蔭權特首及梁振英特首。
- 黎家智，綽號王小虎，長年駐守於特種警察部隊部門。
- 姚永勤，葵青區助理指揮官（刑事）
- 劉肇邦，電子警務，前TVB無線新聞男主播。
- 游乃強，新界北刑事總部警司（行動）[4]，著名編劇游乃海哥哥。任高級督察時，是徐步高上司。
- 陳凱港，干犯罪行，已停職。
- 張衛基，歌手張衛健弟弟。
- 鄧智兆，前警務處處長鄧竟成之子。
- 潘炳烈，被譽為「香港賽車之父」，在1965年因為不獲署理警務署長戴磊華批准請假45天參加吉隆坡大賽車及在賽車後前往英國送其兒子往讀法律，而辭去警察職務。[5]
- 陳欣健，香港電影導演會永遠榮譽會長。
- 劉達強，已退休，曾任深水埗區指揮官及警察談判組。
- 徐鎮東，第九屆新秀冠軍，曾任職消防員。曾駐守將軍澳警署。
- 陳依萍，曾任新界北總區（刑事）
- 馬老建華，已退休，曾任警察談判組
- 曾昭科
- 鄭柏林，前香港童星
- 謝旦生，曾任大嶼山警區助理指揮官（刑事），處理2021年1月昂坪情侶在巴士不帶口罩案。